# Precília (gens)
A gens Praecilia ou Precilia, também escrita como Praecillia ou Precillia, foi uma obscura família plebeia em Roma antiga. Poucos membros desta gens são mencionados na história, mas vários são conhecidos por inscrições.

## Origem
O nomen Praecilius pertence a uma classe de gentilícias tipicamente derivadas de cognomina que terminam no sufixo diminutivo -ulus. A raiz pode ser praeco, que significa arauto ou pregador, pertencente a um tipo comum de sobrenome derivado de ofícios e ocupações.

## Praenomina
De longe, o praenomen mais abundante entre os Praecilii foi Lúcio, representando mais da metade de todos os indivíduos conhecidos por inscrições. Eles também faziam uso regular de Tito, Caio, Publio, Quinto e Marco, todos muito comuns ao longo da história romana. O único outro praenomen encontrado entre os Praecilii é Sexto, encontrado em uma filiação.

## Membros
- Praecilia, enterrada em Roma, foi a esposa de Publius Luscius Asc[...].[4]
- Precilia, mencionada em uma inscrição de Cartago em África Proconsularis.[5]
- Praecilia L. f., enterrada em Anagnia em Lácio, com quarenta e três anos.[6]
- Praecilius, recomendado a César por Cícero, em 45 a.C.[7]
- Precilius T. f., mencionado em uma inscrição de Roma.[8]
- Gaius Praecilius, enterrado em Portus em Lácio.[9]
- Lucius Precilius, tribuno da plebe em data incerta.[10]
- Titus Precilius T. f., de Lugdunum em Gallia Lugdunensis, foi um cornicen, ou tocador de trompa, que serviu na terceira legião. Ele foi enterrado em Ammaedara em África Proconsularis, com trinta e cinco anos, tendo servido dezenove anos.[11]
- Titus Precilius T. l., um liberto, enterrado em Nomentum em Lácio.[12]
- Precilia Anthusa, uma escrava doméstica, construiu um túmulo em Roma para seu mestre, um menino chamado Lucius Precilius Onesimus.[13]
- Precilia Aphrodite, enterrada em Roma, com vinte anos, onze meses, com um túmulo construído por seu marido, Lucius Titius Phocas.[14]
- Gaius Precilius Apollonides, cliente de Sextus Sentius Proculus, proquaestor de Ásia, mencionado em uma inscrição de Éfeso na Ásia Menor, datando do meio do segundo ao início do terceiro século d.C.[15]
- Lucius Precilius Apollonius, marido de Fabia Tichine. Eles construíram um túmulo em Roma para seu filho, Lucius Precilius Romanus.[16]
- Praecilius Buturus, marido de Caecilia Libosa, e pai de Quintus Praecilius Genialis.[17]
- Lucius Precilius L. f. Charitas, mencionado em uma inscrição de Roma, datando de 136 d.C.[18]
- Lucius Praecilius L. f. Clemens Julianus, um soldado veterano, primus pilus na quinta legião, segundo uma inscrição de Salona em Dalmácia, datando de 41 d.C.[19]
- Lucius Precilius Crescens, enterrou um filho em Roma.[20]
- Titus Precilius T. Ɔ. l. Davus, um liberto mencionado em uma inscrição de Roma.[21]
- Gaius Precilius Epaphra, um soldado estacionado em Roma em 70 d.C., servindo na centúria de Tiberius Julius Primigenius.[22]
- Lucius Precilius Epitynchanus, enterrado em Roma.[23]
- Praecilia Euthychia, esposa de Expentanius Aquila, enterrada em Arelate em Gallia Narbonensis.[24]
- Precilia L. l. Fausta, uma liberta de Lucius Precilius Optatus, mencionada em uma inscrição de Óstia em Lácio.[25]
- Lucius Precilius Felix, enterrado em Vicus Antoniae Saturninae em Númidia.[26]
- Precilius Festus, um dos mestres do collegium fabrum, ou guilda de artesãos, em Roma, mencionado em uma inscrição datando de 154 d.C.[27]
- Praecilius Fidus, irmão de Publius Praecilius Pollio e Praecilius Vitalis.[28]
- Precilia Fortunata, junto com seu marido, Aulus Herennuleius Candidus, construiu um túmulo em Roma para seus filhos, Aulus Herennuleius Candidianus, de cinco anos, e Herennuleia Candida, de oito anos.[29]
- Lucius Precilius Fortunatus, filho de Precilia Nice, enterrado em Roma, com um monumento de seu cliente, Lucius Precilius Trophimus.[30]
- Lucius Praecilius Fortunatus, mencionado em uma inscrição de Cirta em Númidia.[31]
- Publius Precilius Fortunatus, mencionado em uma inscrição de Roma.[32]
- Quintus Praecilius Genialis, filho de Praecilius Buturus e Caecilia Libosa, enterrado em Thagaste em África Proconsularis, com oitenta e um anos.[17]
- Lucius Precilius Ɔ. l. Hilarus, um liberto, provavelmente anteriormente pertencente à esposa de Lucius Precilius Optatus, mencionado em uma inscrição de Óstia.[25]
- Marcus Precilius M. f. Hispanus, mencionado em uma inscrição de Roma.[33]
- Praecilia Januaria, mãe de Damalidus, mencionada em uma inscrição funerária de Tarraco em Hispânia Citerior.[34]
- Lucius Precilius L. f. Juvenalis, doado a um templo em Roma, junto com Pylades, um escravo a serviço de Trajano.[35]
- Praecilius Marinus, enterrado em Roma no sexto dia antes das Calendas de Outubro, com quarenta e três anos, um mês e vinte e seis dias.[36]
- Quintus Precilius Nampamo, enterrado em Thugga em África Proconsularis, com trinta anos.[37]
- Precilia Ɔ. l. Nica, uma liberta enterrada em Roma.[38]
- Precilia Nice, mãe de Lucius Precilius Fortunatus, cujo cliente, Lucius Precilius Trophimus, construiu um túmulo para eles em Roma.[30]
- Praecilius Nicostratus, construiu um túmulo em Roma para seu filho, Plocamus, de quatro anos, oito meses e quinze dias.[39]
- Lucius Precilius Onesimus, um menino que morreu com nove anos, sete meses, foi o mestre de Precilia Anthusa, uma escrava doméstica, que construiu um túmulo para ele em Roma.[13]
- Lucius Precilius L. f. Optatus, mencionado em uma inscrição de Óstia.[25]
- Precilius Perseus, enterrado em Arelate, com vinte anos, com um monumento dedicado por seu cliente, Precillia Themistiocla.[40]
- Precilia Ɔ. l. Philematio, uma liberta enterrada em Roma.[38]
- Publius Praecilius M. f. Pollio, irmão de Praecilius Fidus e Praecilius Vitalis, enterrado em Ammaedara em África Proconsularis.[28]
- Precilius M. f. Pompeianus, um oficial municipal em Arelate.[41]
- Lucius Precilius Pothinus, enterrou três de seus filhos em Roma: um filho de três meses, uma filha de dez meses e um filho Pothinus, de sete anos e dez meses.[42]
- Precilia Ɔ. l. Primigenia, uma liberta enterrada em Atria em Vêneto e Histria, com sua irmã, Firma, de vinte anos.[43]
- Precilia Primitiva, enterrada em Roma em um túmulo construído por seu marido, Marcus Ulpius Asclepiades.[44]
- Publius Precilius Publicianus, mencionado em uma inscrição de Roma.[45]
- Titus Praecilius T. l. Quintius, um liberto, e marido de Latinia, mencionado em uma inscrição de Roma.[46]
- Marcus Praecilius M. f. Rogatianus, mencionado em uma inscrição de Tanaramusa em Mauretania Caesariensis.[47]
- Praecilius M. f. C. n. Rogatus, filho de Marcus Praecilius Secundus, e irmão de Praecilius Saturninus.[48]
- Lucius Precilius L. f. Romanus, filho de Lucius Precilius Apollonius e Fabia Tichine, enterrado em Roma, com nove anos, oito meses e doze dias.[16]
- Lucius Praecilius L. f. Sabinus, filho de Lucius Praecilius Zosimus, enterrado em Roma, com três anos, cinco dias.[49]
- Precilius Salutaris, um centurião na guarda pretoriana em Roma.[50]
- Precilia Ɔ. l. Salvia, uma liberta mencionada em uma inscrição de Caere.[51]
- Praecilius Saturninus, irmão de Quintus Praecilius Victor.[52]
- Praecilius M. f. C. n. Saturninus, filho de Marcus Praecilius Secundus, e irmão de Praecilius Rogatus.[48]
- Marcus Praecilius C. f. Secundus, pai de Praecilius Rogatus e Praecilius Saturninus, enterrado no atual local de Choud el-Batel, anteriormente parte da África Proconsularis, com setenta anos.[48]
- Gaius Praecilius Serenus, mencionado em uma inscrição de Roma datando de 200 d.C.[53]
- Praecilia Sex. f. Setoriana, dedicou um sepulcro em Falerii Novi em Etruria para sua filha, Titia Praecilia, e seus netos, Titia Luria e Lucius Lurius Lurianus.[54]
- Praecilia Severiana, esposa do senador Marcus Sempronius Proculus Faustinianus, e mãe de Maconiana Severiana, enterrada em Roma.[55]
- Precilia Severina, esposa de Gaius Sinuleius Miccalus, com quem foi casada por dois anos, oito meses e vinte e dois dias, enterrada em Parma em Etruria.[56]
- Precilius Severus, enterrado em Roma em um túmulo construído por seus filhos, Severus e Severina.[57]
- Lucius Praecilius L. f. Severus, filho de Mevania Praecilia, que dedicou um monumento a ele em Mevania em Úmbria.[58]
- Titus Precilius Silaugus, enterrado em Roma, com quinze anos.[59]
- Titus Precilius T. l. Suavis, um liberto enterrado em Nomentum.[12]
- Precilia Q. f. Tertia, enterrada em Albanum em Lácio.[60]
- Praecillia Thallusa, enfermeira de Aurelius Titianus, que foi enterrado em Salona, com cerca de trinta e um anos e dois meses. Praecilia e Aurelius Trophimus construíram um túmulo para ele.[61]
- Precillia Themistiocla, cliente de Precilius Perseus, para quem construiu um monumento em Arelate.[40]
- Gaius Precilius Threptus, enterrado em Roma, foi o patrono de Gaius Precilius Tropus.[62]
- Lucius Precilius Trophimus, construiu um túmulo para seus patronos, Lucius Precilius Fortunatus, e a mãe de Fortunatus, Precilia Nice.[30]
- Gaius Precilius Tropus, construiu um túmulo em Roma para sua filha, e para seu patrono, Gaius Precilius Threptus.[62]
- Precilia L. f. Truperia, um parente de Lucius Precilius Optatus, mencionado em uma inscrição de Óstia.[25]
- Quintus Praecilius Varicus, enterrado em Bulla Regia em África Proconsularis, com quinze anos.[63]
- Quintus Praecilius Victor, irmão de Praecilius Saturninus, enterrado em Rapidum em Mauretania Caesariensis, com vinte e sete anos.[52]
- Praecilius Vitalis, irmão de Publius Praecilius Pollio e Praecilius Fidus.[28]
- Lucius Precillius L. l. Zabda, um liberto mencionado em uma inscrição de Roma.[64]
- Lucius Praecilius Zosimus, pai de Lucius Praecilius Sabinus.[49]
- Praecilius Zoticus, pai de Tiberius Claudius Praecilius Ligarius Magonianus.[65]
- Tiberius Claudius Praecilius Ligarius Magonianus, filho de Praecilius Zoticus, mencionado em uma inscrição de Casinum em Lácio.[65]